# هارولد وقلم التلوين الأرجواني (فلم)
هارولد وقلم التلوين الأرجواني (بالإنجليزية: Harold and the Purple Crayon) هو فيلم أمريكي من إخراج كارلوس سالدانا، يستند إلى الكتاب الذي يحمل نفس الاسم من تأليف الكاتب كروكت جونسون، حددت شركة سوني موعد إصدار الفيلم في 27 يناير 2023.

## طاقم التمثيل
- زكاري ليفي [3]
- زوي ديشانيل [4]
- ليل ريل هوري [5]
- رافي باتل [6]
- كميل جواتي [7]
- تانيا رينولدز [8]
- بيت جاردنر [9]

## روابط خارجية
- مقالات تستعمل روابط فنية بلا صلة مع ويكي بيانات